# Tadeusz Gajl

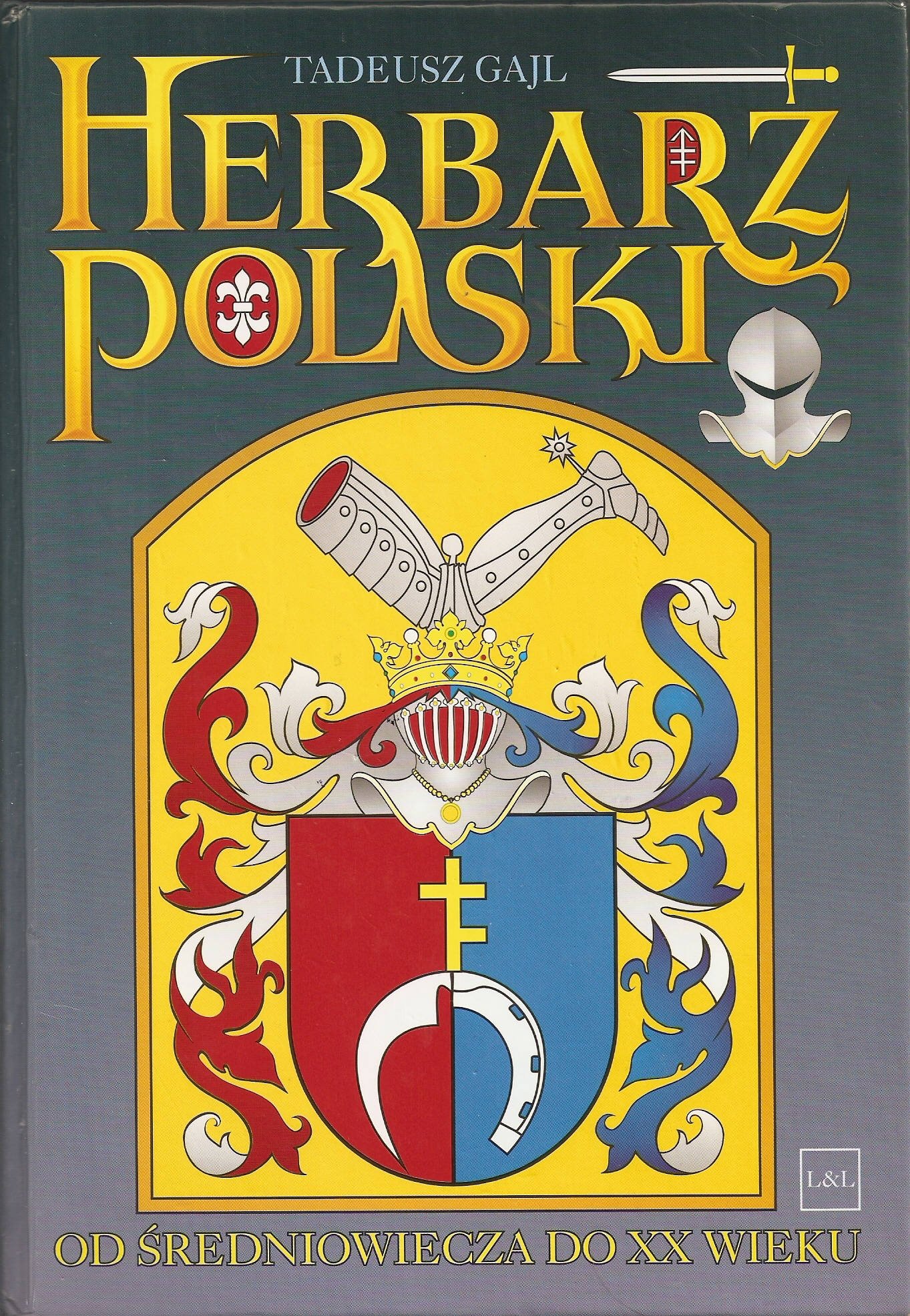
Herbarz Polski od Średniowiecza do XX wieku (Gdańsk 2007)

Tadeusz Gajl (ur. 1940 w Wilnie) – polski artysta grafik, twórca przedstawień historycznych herbów szlachty polskiej.

## Życiorys
Jest absolwentem Akademii Sztuk Pięknych w Łodzi (1966). Zajmował się wzornictwem w przemyśle włókienniczym w Walimiu (1965–1966) i Białymstoku (1966–1974). Był szefem działu graficznego w miesięczniku „Kontrasty” (1974–1981) oraz redaktorem naczelnym i graficznym w tygodniku „Plus” (1989–1990).
Autor herbarzy Polskie rody szlacheckie i ich herby (Białystok 1999, 2000, 2003), Herby szlacheckie Rzeczypospolitej Obojga Narodów (Gdańsk 2003), Herby szlacheckie Polski porozbiorowej (Gdańsk 2005) oraz Herbarz Polski od Średniowiecza do XX wieku (Gdańsk 2007, wydanie poprawione i rozszerzone 2011).
Wraz z Lechem Milewskim twórca wyszukiwarki herbów, będącej elektronicznym uzupełnieniem Herbarza, pozwalającej wyszukiwać herby po elementach składowych, nazwiskach i nazwach.
Projektant herbów: województwa podlaskiego, Białegostoku, powiatów sokólskiego i siemiatyckiego, gmin: Szepietowo, Korycin, Szudziałowo, Zawady, Kobylin-Borzymy, Sejny, Miłki, Janów, Zambrów i wsi Poryte.